# Пирапо
Пирапо (порт. Pirapó)  —  муниципалитет в Бразилии, входит в штат Риу-Гранди-ду-Сул. Составная часть мезорегиона Северо-запад штата Риу-Гранди-ду-Сул. Входит в экономико-статистический  микрорегион Санту-Анжелу. Население составляет 3002 человека на 2006 год. Занимает площадь 291,741 км². Плотность населения — 10,3 чел./км².
Праздник города —  30 ноября.

## История
Город основан 30 ноября 1987 года. 

## Статистика
- Валовой внутренний продукт на 2003 составляет 25.516.610,00 реалов (данные: Бразильский институт географии и статистики).
- Валовой внутренний продукт на душу населения на 2003 составляет 8.072,32 реалов (данные: Бразильский институт географии и статистики).
- Индекс развития человеческого потенциала на 2000 составляет 0,720 (данные: Программа развития ООН).

## География
Климат местности: субтропический гумидный.